# Benvenuti a Sausalito
Benvenuti a Sausalito è il quindicesimo album dei Matia Bazar, pubblicato dalla Polydor Records su LP e CD (catalogo 314 5 37509 2) nel 1997.

## Descrizione
Nel titolo è citata la cittadina marittima californiana, simbolo del periodo hippy, dove il complesso dei Matia Bazar è tornato a sperimentare nuove sonorità musicali più vicine a generi come il rock, dopo anni di musica pop tradizionale.
È l'ultimo album con Aldo Stellita, ma anche con Laura Valente e Sergio Cossu. Alla chitarra, Carlo De Bei sostituisce Carlo Marrale, uscito dalla band alla fine del 1993.

## Tracce
Laura Valente firma con lo pseudonimo Lavalente.
CD
1. Canzone di notte – 5:09 (testo: Giancarlo Golzi, Aldo Stellita – musica: Carlo De Bei, Laura Valente, Sergio Cossu)
2. Parola magica – 3:33 (testo: Giancarlo Golzi, Aldo Stellita – musica: Pasquale Laino, Carlo De Bei, Laura Valente, Sergio Cossu)
3. Quando non ci sei – 4:02 (testo: Giancarlo Golzi, Aldo Stellita – musica: Laura Valente, Sergio Cossu)
4. Tex Mex 1 (strumentale) – 0:56 (musica: Giancarlo Golzi, Aldo Stellita, Laura Valente, Sergio Cossu)
5. Sausalito – 5:24 (testo: Giancarlo Golzi, Aldo Stellita – musica: Carlo De Bei, Laura Valente, Sergio Cossu)
6. Sotto il cielo del destino – 5:22 (testo: Giancarlo Golzi, Aldo Stellita – musica: Carlo De Bei, Laura Valente, Sergio Cossu)
7. Le frontiere – 5:26 (testo: Giancarlo Golzi, Aldo Stellita – musica: Carlo De Bei, Laura Valente, Sergio Cossu)
8. Tex Mex 2 (strumentale) – 0:30 (musica: Giancarlo Golzi, Aldo Stellita, Laura Valente, Sergio Cossu)
9. A.I.O. – 4:23 (testo: Giancarlo Golzi, Aldo Stellita – musica: Carlo De Bei, Laura Valente, Sergio Cossu)
10. Una rosa una rondine un cane... – 4:26 (testo: Giancarlo Golzi, Aldo Stellita – musica: Carlo De Bei, Laura Valente, Sergio Cossu)
11. Il grande sogno – 4:08 (testo: Giancarlo Golzi, Aldo Stellita – musica: Carlo De Bei, Laura Valente, Sergio Cossu)

## Formazione
Gruppo
- Laura Valente - voce
- Sergio Cossu - chitarre, tastiere
- Aldo Stellita - basso
- Giancarlo Golzi - batteria, percussioni

Altri musicisti
- Carlo De Bei - chitarra
- Pasquale Laino - tin whistle (traccia 11)
- Paolo Vidaich - percussioni (tracce 2 e 5)